# Edward Löwe
Edward oder Eduard Löwe (auch Loewe, Lowe) (* 23. September 1794; † 25. Februar 1880 in London) war ein englischer Schachspieler.

## Biografie
Löwe, der nach Angaben Johann Bergers aus Prag stammte, kam um 1820 in die britische Hauptstadt. Seit den 1830er Jahren war er regelmäßiger Besucher des von Samuel Ries gegründeten Grand Cigar Divan, wo sich die besten Londoner Schachspieler trafen. Im Jahr 1851, als in London die erste Weltausstellung stattfand, gründete Löwe das Imperial-Hotel am Strand. Es diente als regelmäßiges „Absteigequartier“ der ausländischen Schachspieler. Daneben findet sich auch die Bezeichnung „Löwe's Hotel“. Hier nahm beispielsweise Paul Morphy Unterkunft, als er 1858 in London eintraf.

## Schachlaufbahn
Aus Löwes frühen Jahren sind keine Fakten überliefert. Im Jahr 1847 gewann er einen Wettkampf gegen Howard Staunton (5:2), der ihm jedoch einen Bauern und zwei Züge vorgab. Ohne Vorgaben gewann er 1849 gegen Hugh Alexander Kennedy (7,5:6,5) und unterlag im Jahr 1851 Frederic Deacon (2,5:7,5). Er spielte ferner 1857 gegen James Hannah (8:13). Gegen den schon erwähnten Paul Morphy verlor er im Juni 1858 sechs freie Partien.
Ferner nahm Löwe in London an zwei der frühesten Schachturniere teil, im Jahr 1849 beim Turnier in Ries’ Divan und vor allem 1851 am ersten internationalen Schachturnier, das anlässlich der Weltausstellung abgehalten wurde. Löwe schied bereits in der ersten Runde gegen Marmaduke Wyvill (0:2) aus, der später das Finale gegen den Turniersieger Adolf Anderssen erreichte.